# Journal of Comparative Psychology
Il Journal of Comparative Psychology è una rivista accademica sottoposta a revisione paritaria e pubblicata dall'American Psychological Association. Tratta di psicologia comparativa in merito al comportamento, la cognizione, la percezione e le relazioni sociali di diverse specie.
La rivista ha implementato le linee guida per la promozione della trasparenza e dell'apertura nella ricerca (TOP). Le linee guida TOP forniscono una struttura per la pianificazione e la rendicontazione della ricerca e mirano a renderla più trasparente, accessibile e riproducibile.

## Storia
La rivista è stata fondata nel 1921 dalla fusione di Psychobiology col Journal of Animal Behavior. Nel 1947 è stata ribattezzata col nome di Journal of Comparative and Physiological Psychology e, nel 1983, è stata nuovamente riorganizzata, venendo divisa in Behavioral Neuroscience e Journal of Comparative Psychology.
Tra i caporedattori passati figurano: Jerry Hirsch (1983), Gordon Gallup (1989), Charles Snowdon (1994), Meredith West (2001), Gordon Burghardt (2005), Josep Call (2017) e Dorothy M. Fragaszy. L'attuale redattore è Michael J. Beran.

## Indicizzazione
Gli abstract e gli articoli della rivista sono indicizzati da: MEDLINE/PubMed e Social Sciences Citation Index.
Secondo il Journal Citation Reports, nel 2021 la rivista ha ricevuto un fattore di impatto pari a 2,318.
Al 2025 ha ricevuto un indice H pari a 91.